# قلعة الحصن (المالكية)
قلعة الحصن قرية سورية تتبع ناحية مركز المالكية في منطقة المالكية التابعة لمحافظة الحسكة في أقصى شمال شرق سورية. بلغ عدد سكانها 1470 نسمة عام 2004. تقع على بعد 23 كم جنوب مدينة المالكية و2 كم تقريبا عن الحدود العراقية.